# 魔幻石之戰集數列表

## 魔幻石之戰集數列表

### 來源ＣＮ卡通頻道官網
1. 第1集-歷險啟程
2. 第2集-森林女孩-森森
3. 第3集-黃金騎士戈爾
4. 第4集-詭謎巨人
5. 第5集-老夫婦的陷阱
6. 第6集-悲嘆之湖的怪獸
7. 第7集-魔法女巫泰根
8. 第8集-湯姆的古怪商店
9. 第9集-乾淨的吾署人
10. 第10集-大逃亡
11. 第11集-橫渡大河
12. 第12集-老鼠之王
13. 第13集-安東與傑洛
14. 第14集-魔幻石被偷
15. 第15集-好運或壞運
16. 第16集-瑞斯米爾大賽
17. 第17集-耐力測試
18. 第18集-森森大戰度恩
19. 第19集-反抗軍首領
20. 第20集-流沙之地
21. 第21集-神聖魔幻石
22. 第22集-泰根復活
23. 第23集-泰根的陷阱
24. 第24集-遇見品品
25. 第25集-邀翔天際
26. 第26集-魔蜴的攻擊
27. 第27集-恐怖山脈的陷阱
28. 第28集-對抗毒蟾蜍
29. 第29集-魅影特戰隊的末日
30. 第30集-神秘的幻形怪
31. 第31集-再見-森森
32. 第32集-碧波女王號
33. 第33集-海盜襲擊
34. 第34集-海盜的盛宴
35. 第35集-野獸迷宮
36. 第36集-泰根再度復活
37. 第37集-恐懼之鏡
38. 第38集-魔法師歐洛克
39. 第39集-托爾族的誓約
40. 第40集-失落山谷
41. 第41集-最後的魔幻石
42. 第42集-７顆魔幻石合體
43. 第43集-發狂的溫迪史
44. 第44集-維錫科汙地之戰
45. 第45集-７個部落的誓言
46. 第46集-最後的火之戰
47. 第47集-７個部落
48. 第48集-真正的汀亞
49. 第49集-緊急救援
50. 第50集-誰是新國王
51. 第51集-激戰阿卡巴巴魔獸
52. 第52集-最終回-７顆魔幻石再度閃耀